# Jeopardy!

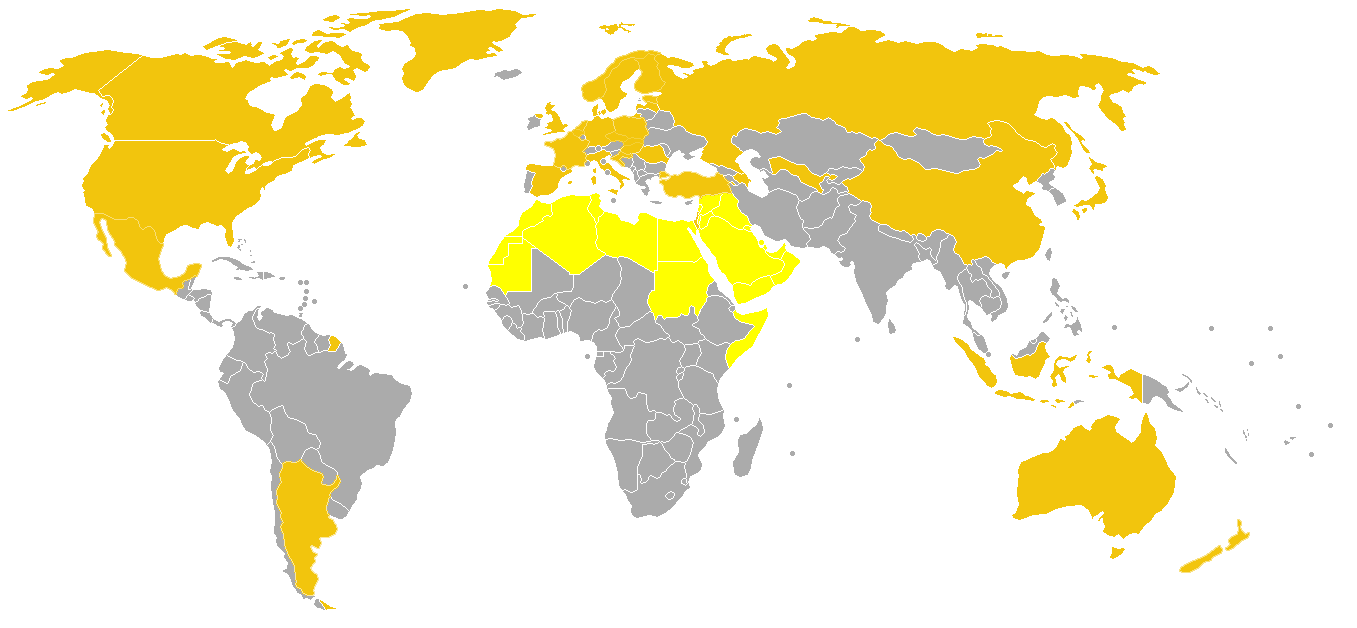
Países com versões do Jeopardy!

Jeopardy! é um programa de televisão atualmente exibido pela CBS Television Distribuition. É um show de perguntas e respostas (quiz) variando história, literatura, cultura e ciências. Diferentemente dos quizes tradicionais, os temas são apresentados como respostas e os concorrentes devem formular a pergunta correspondente a cada um deles. Foi criado por Merv Griffin na década de 1960 e exibido oficialmente pela 1ª vez pela NBC em 30 de março de 1964. Na NBC durou até 3 de janeiro de 1975. Atualmente é transmitido para o mundo inteiro.
Era apresentado desde o início da versão sindicalizada, em 1984, por Alex Trebek, narrado por Johnny Gilbert e dirigido por Kevin McCarthy, até a morte de Trebek em novembro de 2020 aos 80 anos. Os últimos episódios com Trebek foram transmitidos postumamente, até janeiro de 2021. Atualmente, o programa é apresentado conjuntamente por Mayim Bialik e Ken Jennings. Johnny Gilbert, com 96 anos de idade quando da morte de Trebek, continua como o narrador.
No total, foram exibidos mais de 8400 episódios em todas as versões, o que aumentou consideravelmente sua popularidade. Dura entre 20 e 25 minutos. O programa venceu o Emmy Awards na categoria Melhor Game Show por 11 vezes, um recorde.

## Premiações noJeopardy Round
| 1964- 1975 | 1978- 1979 | 1984- 2001 | 2001- Presente |
| ---------- | ---------- | ---------- | -------------- |
| $10        | $25        | $100       | $200           |
| $20        | $50        | $200       | $400           |
| $30        | $75        | $300       | $600           |
| $40        | $100       | $400       | $800           |
| $50        | $125       | $500       | $1,000         |